# JR東日本テクノハートTESSEI
株式会社JR東日本テクノハートTESSEI（ジェイアールひがしにほんテクノハートてっせい、略称：テッセイ）は、東京都中央区に本社を置く、JR東日本グループの清掃会社。旧称は鉄道整備株式会社。
東北新幹線・上越新幹線の清掃、並びに新幹線駅構内の清掃を担当している。

## 沿革
- 1952年10月20日 - 国鉄の車両清掃を行う、鉄道整備株式会社として設立
- 2012年10月1日 - 現社名に変更

## 事業所
- 東京サービスセンター
- 上野サービスセンター
- 田端サービスセンター
- 小山サービスセンター
  - 那須塩原支所

## 関連文献
- 【遠藤功の現場千本ノック】 「第２２話　鉄道整備株式会社　東京サービスセンター」
- 【エキサイト・コネタ】2012年9月20日付「7分間で車内をピカピカにする「新幹線お掃除の天使たち」」
- 【ポストセブン】2012年12月20日付「新幹線清掃の「テッセイ」　パート中年女性でも管理職昇進可」
- 【ダイヤモンド】2016年1月20日付「“清掃会社の話なんて…”から一転、絶賛へ「新幹線お掃除劇場」がハーバードに魔法をかける」